# シマノ・SAINT
SAINT（セイント）は、株式会社シマノが開発、販売するマウンテンバイク向けコンポーネントである。

## 概要
SAINTは、ダウンヒルやフリーライド向けに開発されたコンポーネントであり、クロスカントリー向けのDeore系列とは、系統を異にする。現行の製品群はM800番台の型番が付されている。
リアハブ軸は一般的な10ミリ径・エンド幅135ミリに対応したものと、ダウンヒル用フレームに増加しているより強度を増した12ミリ径・エンド幅150ミリに対応した2種類が用意される。
リアディレーラは、ハブ軸に直接取り付ける独特の様式をとっており、転倒時のエンド変形に対して耐久力を増す構造となっているが、このため、この部分に関してDeore系列とは互換性がなくなっている。
クランクセットは、ボトムブラケットと一体化したHOLLOWTECH2が採用されるが、MTBでは一般的な3枚ギアのみならず、ギア1枚のものや、ギア2枚にバッシュガード付きも用意されている。またペダル取り付け部分には鉄製のスリーブが入り、強度を確保している。
ブレーキセットには、油圧式ディスクブレーキが用意されるが、MTBで一般的な160ミリローターに加え、より強力な制動力が得られる203ミリ径ローターも用意されている。ブレーキレバーは他のグレードと比べ一段と太くいかにも頑丈といった印象である。
スプロケットなどはDeore XTのものを使用することになっており、全体としてはクロスカントリー向けDeore XTシリーズと同等のレース向け高級グレードという位置づけとなる。クロスカントリー競技に比べダウンヒルやフリーライド向けの使用条件では、部品は常により強い衝撃を受け続けることから、軽量化より強度確保に重きを置いた設計がなされたコンポーネントといえる。

## 新型M810系SAINT発表
2008年5月、型番をM810とする、新型SAINTが発表された。異径対向4ピストン油圧式ディスクブレーキが新しく設定され、クランクギアはダブルないしシングルとなり、よりフリーライド、ダウンヒルに特化した構成となった。リアディレイラーは従来のエンドに取り付けするものになり、ハブのローターマウントも通常のセンターロックにするなど、前回の課題の多くを克服している。2008年9月発売予定。